# IC 2867
IC 2867 је елиптична галаксија у сазвјежђу Лав која се налази на листи објеката дубоког неба у Индекс каталогу.
Деклинација објекта је + 9° 5' 24" а ректасцензија 11h 29m 0,4s. Привидна величина (магнитуда) објекта IC 2867 износи 14,6 а фотографска магнитуда 15,6. IC 2867 је још познат и под ознакама CGCG 67-87, PGC 35358.